# الحياة السرية للنحل
الحياه السرية للنحل (بالإنجليزية: The Secret Life of Bees)‏ هو فيلم دراما تم إنتاجه في الولايات المتحدة وصدر في سنة 2008. من بطولة كوين لطيفة وداكوتا فانينغ وجنيفر هدسون وأليشيا كيز وبول بيتاني.

## القصة
تدور قصة الفيلم حول ليلي البالغة من العمر الأربعة عشرة عاما التي تعيش علاقة مضطربة مع والدها وتطاردها ذكريات والدتها، فتضطر للهرب مع صديقتها الوحيدة روزالين إلى ساوث كارولينا وتفتنا بتربية النحل.

## الميزانية والإيرادات
بلغت تكلفة إنتاج الفيلم حوالي 11 مليون دولار بينما حقق إيرادات تقدر بـ 39947322 دولار.

## وصلات خارجية
- الحياة السرية للنحل على موقع IMDb (الإنجليزية)
- الحياة السرية للنحل على موقع ميتاكريتيك (الإنجليزية)
- الحياة السرية للنحل على موقع الموسوعة البريطانية (الإنجليزية)
- الحياة السرية للنحل على موقع روتن توميتوز (الإنجليزية)
- الحياة السرية للنحل على موقع نتفليكس (الإنجليزية)
- الحياة السرية للنحل على موقع قاعدة بيانات الأفلام العربية
- الحياة السرية للنحل على موقع ألو سيني (الفرنسية)
- الحياة السرية للنحل على موقع Turner Classic Movies (الإنجليزية)
- الحياة السرية للنحل على موقع أول موفي (الإنجليزية)
- الحياة السرية للنحل على موقع بوكس أوفيس موجو (الإنجليزية)